# Andrena cyanosoma
Andrena cyanosoma är en biart som först beskrevs av Cockerell 1916.  Andrena cyanosoma ingår i släktet sandbin, och familjen grävbin. Inga underarter finns listade i Catalogue of Life.